# Resolución 914 del Consejo de Seguridad de las Naciones Unidas
La resolución 914 del Consejo de Seguridad de las Naciones Unidas, aprobada unánimemente el 30 de septiembre de 1993, después de reafirmar la resolución 908 (1994) y la resolución 913 (1994), el Consejo actuando bajo el Capítulo VII de la Carta de las Naciones Unidas, aumentó las fuerzas de la  Fuerza de Protección de las Naciones Unidas (UNPROFOR por sus siglas en inglés) a 6550 tropas adicionales, 150 observadores militares y 275 policías civiles monitores.